# Jezioro Przekoleńskie
Jezioro Przekoleńskie (niem. Trunen See) – jezioro rynnowe w Polsce, położone w województwie zachodniopomorskim, w powiecie choszczeńskim, w gminie Pełczyce.
Akwen leży na Pojezierzu Choszczeńskim, około 1,5 km na wschód od miejscowości Przekolno.